# 折威六
天秤座12，又名CD-2411735，HD 131430、SAO 182983、HR 5548，是天秤座的一颗恒星，视星等为5.3，位于銀經335.49，銀緯30.35，其B1900.0坐标为赤經14h 48m 31.5s，赤緯-24° 30.35′ 0″。